# Don Box
Don Box é um ex-técnico sênior da Microsoft. Antes de se juntar à Microsoft em 2002, Box foi editor e colunista da Microsoft Systems Journal, que depois se tornou MSDN Magazine, e foi um dos fundadores da DevelopMentor, uma empresa de treinamento de software; ele deixou a DevelopMentor para se juntar à Microsoft. Box é conhecido por seu trabalho em tecnologias de comunicação distribuída, como COM, SOAP e WCF. É coautor de vários livros sobre esses assuntos, como Essential COM e Effective COM. Liderou a equipe de desenvolvimento do grupo do sistema operacional central da Microsoft como Diretor de Desenvolvimento para o Windows 10X. Atualmente trabalha na equipe da Microsoft Azure.
Box liderou a equipe de desenvolvimento da plataforma Xbox One desde sua criação até o lançamento em 22 de novembro de 2013.[carece de fontes?]
Junto com Bob Atkinson, Mohsen Al-Ghosein e Dave Winer, Box foi um dos quatro designers originais do Protocolo Simples de Acesso a Objetos (SOAP), uma camada básica de mensagens para serviços da web. Na TechEd Europe de 2001, Box fez uma apresentação sobre XML e SOAP enquanto estava em uma banheira.

## Livros
- Essential .NET, Volume I: The Common Language Runtime, com Chris Sells
- Essential COM
- Essential XML: Beyond MarkUp
- Effective COM: 50 Ways to Improve Your COM and MTS-based Applications, com Keith Brown, Tim Ewald e Chris Sells